# Німфетка

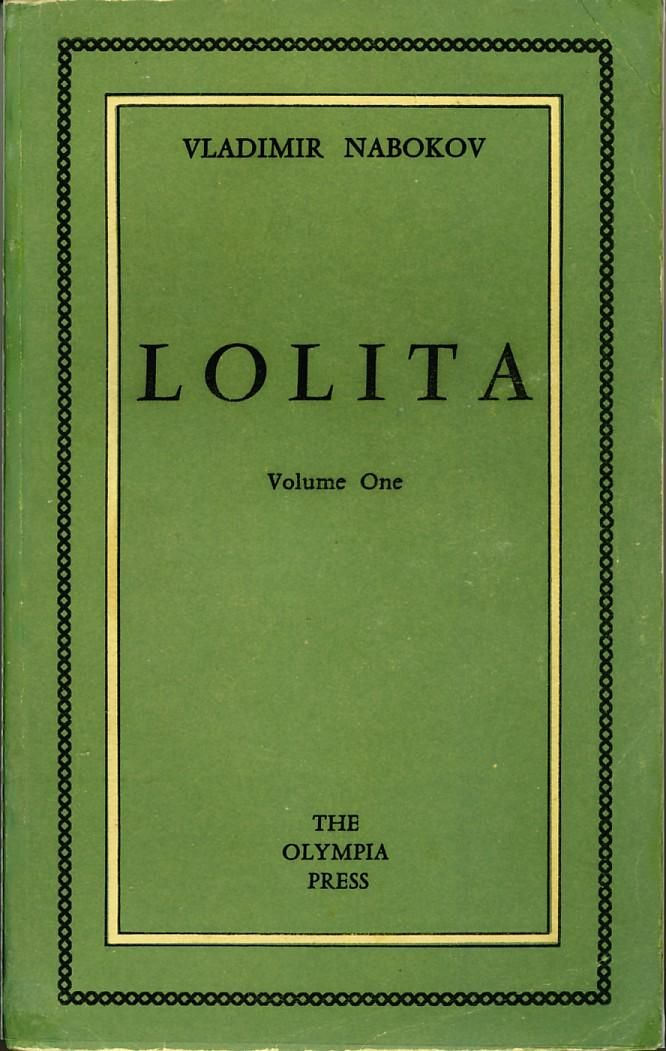
Роман Володимира Набокова «Лоліта» 1955 року розповідає історію вчителя, який має сексуальні стосунки зі своєю падчеркою, якій всього 12 років.

Німфетка — слово, яке використовують для означення «сексуальної, привабливої дівчини-підлітка» (потяг до підлітків є німфофілією, підвидом педофілії). Слово поширилось через використання в романі Володимира Набокова «Лоліта». За визначенням автора німфетка — це дівчина-підліток з видимими ознаками раннього статевого дозрівання. У романі «Лоліта» визначення цьому терміну дає головний герой: «У вікових межах від дев'яти до чотирнадцяти років трапляються дівчатка, що деяким чарівливим мандрівцям, удвічі, а то й у кілька разів старшим від них, являють свою справжню сутність — не людську, а німфічну (тобто демонічну), і цих маленьких обраниць я пропоную називати так: німфетки». Як зазначають дослідники, Набоков не підтверджує фантазії Гумберта про те, що Лоліта спокусниця, вона звичайна дівчинка, яку використав маніпулятивний чоловік.

## Образ у культурі
Подібним гендерним стереотипом про жінок, що сексуалізує інфантильність, є популярне кліше «діви у біді», а стереотипами, що перекладають відповідальність за сексуальний потяг чоловіка на жінку (проектують, приписують жінці й сам потяг у відповідь чи навіть до виникнення потягу в чоловіка; і дії, спрямовані на «зваблення» чоловіка, в реальності відсутні), є фантазії про «фатальну жінку» (небезпечне бажання), «секс-бомбу» (оприявнене бажання), «гічкоківську блондинку» (стримане бажання), «вампіршу-лесбійку» (бажання-невдача) тощо.